# Na soutoku
Na soutoku byla přírodní rezervace v kaňonu řeky Blanice (okres Prachatice) v místě, kde do řeky ústí Křemenný a Milešický potok, přibližně mezi osadami Krejčovice a Zvěřenice. Chráněné území zaujímá rozlohu 28,2167 ha. Rezervaci vyhlásila Správa NP a CHKO Šumava v roce 2003 poté, co povodeň v srpnu 2002 zcela změnila charakter údolí.
Chráněné území bylo 1. července 2021 zrušeno a nahrazeno přírodní rezervací Kaňon Blanice.
Předmětem ochrany jsou přirozené hydrogeologické procesy v nivách Blanice, Milešického a Křemenného potoka, přirozeně se vyvíjející společenstva v nivách toků, na mokřadech a jimi obklopených stanovištích, ohrožené a významné taxony vyšších rostlin (dřípatka horská, oměj pestrý, lilie zlatohlavá, kosatec sibiřský atd.), silně ohrožené a ohrožené druhy živočichů (perlorodka říční, vydra říční, ledňáček říční, rys ostrovid atd.). Volně zde probíhají přírodní procesy – tok Blanice zde volně meandruje a vymílá břehy, při velkých průtocích opouští koryto a zaplavuje břehy. Rezervací prochází naučná stezka, jejíž trasa vede mezi částečně vyvrácenými stromy, pod soušemi, místy na skalnatém terénu. Délka naučné stezky je 3,4 km.